# 21. november
21. november er dag 325 i året i den gregorianske kalender (dag 326 i skudår). Der er 40 dage tilbage af året.
Dagens navn er Mariæ ofring.

### Begivenheder
Født - Dødsfald
- 1272 - Edvard 1. af England (indtil da omtalt som Prins Edvard) bliver udnævnt til Konge af England efter sin fars død 15. november.
- 1676 - Den danske astronom Ole Rømer fremlægger sin opdagelse om "lysets tøven".
- 1783 - Mennesket flyver for første gang i en ikke-bundet varmluftsballon, kaldet en montgolfier, opfundet af Brødrene Montgolfier, da Pilâtre de Rozier og marquis d'Arlandes flyver 150 meter op over Paris. Nogle dage tidligere havde der været eksperimenter med en bundet varmluftsballon.
- 1789 - North Carolina bliver USA's 12. stat.
- 1806 - Under Napoleonskrigene udsteder kejser Napoleon fra det erobrede Berlin dekret om fastlandsspærringen, der forbyder al handel med England.
- 1843 - Englænderen Thomas Hancock tager patent på vulkaniseret gummi.
- 1877 - Thomas Edison bekendtgør, at han har opfundet fonografen, der kan optage lyde.
- 1903 - Motoriserede busser begynder at erstatte hestedrevne vogne i Paris.
- 1931 - Gyserfilmen Frankenstein har premiere i USA
- 1938 - Nazi-Tyskland annekterer Sudeterlandet.
- 1963 - Vatikankoncilet tillader anvendelse af modersmål i den Romerskkatolske kirke i stedet for latin.
- 1968 - Stud. psych. Finn Ejnar Madsen erobrer talerstolen fra rektor på Københavns Universitet ved årsfesten.
- 1974 - IRA bringer 2 bomber til eksplosion i pubber i Birmingham. De dræber 17 mennesker og sårer 20 andre.
- 1991 - FN vælger ægypteren Boutros Boutros-Ghali til generalsekretær.
- 1995 - I Dayton i Ohio, USA, indgås Daytonaftalen, en fredsaftale for Bosnien-Hercegovina.
- 1995   - Toy Story har premiere. Der er tale om den første tegnefilm af spillefilmslængde, der er fuldstændig skabt på computer.

### Født
- 1694 - Voltaire, fransk forfatter og filosof (død 1778).
- 1776 - Ludvig Zinck, dansk komponist (død 1851).
- 1787 - Samuel Cunard, canadisk reder (død 1865).
- 1841 - Agnes Nyrop, dansk skuespiller (død 1903).
- 1852 - Francisco Tárrega, spansk guitarist (død 1909).
- 1854 - Pius 15., italiensk-født pave (død 1922).
- 1856 - J.C. Christensen, dansk konseilspræsident (død 1930).
- 1866 - Sigbjørn Obstfelder, norsk digter (død 1900).
- 1898 - René Magritte, belgisk maler (død 1967).
- 1904 - Coleman Hawkins, amerikansk jazzsaxofonist (død 1969).
- 1907 - Flemming B. Muus, dansk faldskærmschef, modstandsmand og forfatter (død 1982).
- 1915 - Grete Janus Hertz, dansk psykolog og forfatter (død 2002).
- 1921 - Knud Hilding, dansk skuespiller (død 1975).
- 1921 - Margrethe Schanne, dansk balletdanser (død 2014).
- 1932 - Pelle Gudmundsen-Holmgreen, dansk komponist (død 2016).
- 1937 - Else Hvidhøj, dansk skuespiller (død 1987).
- 1939 - Etta Cameron, dansk sanger (død 2010).
- 1940 - Dr. John, amerikansk musiker.
- 1944 - Tom Bogs, dansk forhenværende professionel bokser.
- 1945 - Tømrer-Claus, dansk musiker.
- 1945 - Goldie Hawn, amerikansk skuespiller.
- 1946 - Ulla Jessen, dansk skuespiller.
- 1948 - Michel Suleiman, libanesisk præsident.
- 1952 - Kirsten Otbo, dansk skattedirektør.
- 1965 - Anne-Grethe Bjarup Riis, dansk skuespiller.
- 1965 - Björk, islandsk sanger og musiker.
- 1973 - Marie Askehave, dansk skuespillerinde.
- 1984 - Jena Malone, amerikansk skuespillerinde
- 1985 - Carly Rae Jepsen, canadisk sangerinde
- 1985 - Tine Høeg, dansk forfatter

### Dødsfald
- 1695 - Henry Purcell, engelsk komponist (født ca. 1659)
- 1811 - Heinrich von Kleist, tysk forfatter (født 1777).
- 1892 - Jens Christian Hostrup, dansk præst og forfatter (født 1818).
- 1909 - P.S. Krøyer, dansk maler (født 1851)
- 1916 - Franz Joseph 1., Østrig-Ungarns kejser (født 1830).
- 1927 - Laurits Tuxen, dansk maler og billedhugger (født 1853).
- 1981 - Ejner Federspiel, dansk skuespiller (født 1896).
- 1987 - Kaj Baagø, dansk præst, missionær, u-landshjælpsmedarbejder og ambassadør. (født 1926).
- 2006 - Pierre Amine Gemayel, libanesisk industriminister (født 1972) - myrdet.
- 2010 - Anders Westenholz, dansk forfatter og psykolog (født 1936).

|  | Denne datoartikel kan blive bedre, hvis der indsættes et (bedre) billede Du kan hjælpe ved at afsøge Wikimedia Commons for et passende billede eller uploade et godt billede til Wikimedia Commons iht. de tilladte licenser og indsætte det i artiklen. |